# Brewster, Kansas
Brewster là một thành phố thuộc quận Thomas, tiểu bang Kansas, Hoa Kỳ. Năm 2010, dân số của xã này là 305 người.

## Dân số
Dân số các năm:
- Năm 2000: 285 người
- Năm 2010: 305 người